# 阿尔朗
阿尔朗（法語：Arlanc，法語發音：[aʁlɑ̃]）是法国多姆山省的一个市镇，位于该省东南部，属于昂贝尔区。

## 地理
阿尔朗（45°24'47"N, 3°43'28"E）面积32.19 平方千米，位于法国奥弗涅-罗讷-阿尔卑斯大区多姆山省，该省份为法国中南部省份，北起阿列省接壤，东临卢瓦尔省，南至上盧瓦爾省和康塔爾省，西接科雷兹省和克勒兹省。
与阿尔朗接壤的市镇（或旧市镇、城区）包括：利夫拉杜瓦地区马尔萨克、伯里耶尔、肖蒙堡、多尔莱格利斯、迈尔、默代罗勒、诺瓦塞勒、圣博内勒沙斯泰勒。
阿尔朗的时区为UTC+01:00、UTC+02:00（夏令时）。

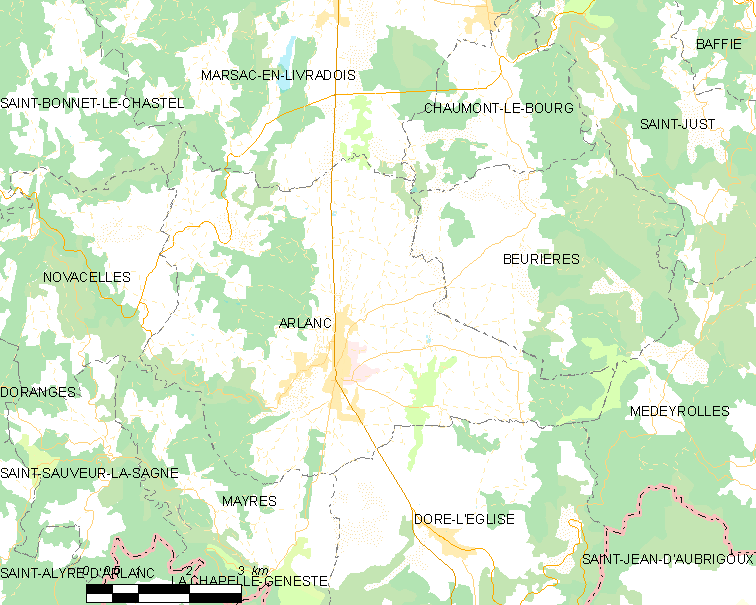
阿尔朗的OSM定位图

## 行政
阿尔朗的邮政编码为63220，INSEE市镇编码为63010。

## 政治
阿尔朗所属的省级选区为昂贝尔县。

## 人口

1962-2008年间阿尔朗人口变化图示

阿尔朗于2022年1月1日时的人口数量为1767人。